# Tomás Reimundo
Tomás Reimundo (Salliqueló, provincia de Buenos Aires, 4 de diciembre de 1998) es un baloncestista argentino que se desempeña como ala-pívot en el Pallacanestro Recanati de la Serie C de Italia.

## Trayectoria
Reimundo transitó su etapa formativa en Estudiantes de Bahía Blanca y Quilmes de Mar del Plata, haciendo su debut como profesional en ese último club en el mes de octubre de 2014. Jugó con los marplatenses tanto en la Liga Nacional de Básquet como en la Liga de Desarrollo.
En 2018 fue cedido a Unión de Mar del Plata para disputar el Torneo Federal de Básquetbol, correspondiente al tercer escalafón del básquet argentino. Tras concluir la temporada, se unió al club Blanco y Negro para participar del torneo de la Asociación Tresarroyense de Básquetbol. 
Ya desvinculado de Quilmes de Mar del Plata, fichó para jugar otra temporada en el Torneo Federal de Básquetbol pero esta vez con Independiente de Neuquén. Jugó en ese club hasta que el inicio de la pandemia de COVID-19 obligó a la suspensión de todas las actividades deportivas en la Argentina. 
En febrero de 2021 cambió la tercera categoría por la segunda al sumarse al plantel de Rivadavia, el representante mendocino en La Liga Argentina. En 26 partidos promedió 6.2 puntos y 4 rebotes, demostrando una mejora en su nivel de juego. 
En agosto de 2021 aceptó una oferta para jugar en el Robur Basket Osimo, un equipo de la Serie C de Italia. Al culminar la temporada se unió al Sicoma Valdiceppo Perugia, de la misma categoría. 